# فرناندو عباد
فرناندو عباد هو لاعب كرة قاعدة دومينيكاني، ولد في 17 ديسمبر 1985 في لا رومانا في جمهورية الدومينيكان.

## وصلات خارجية
- فرناندو عباد على موقع دوري كرة القاعدة الرئيسي (الإنجليزية)
- فرناندو عباد على موقعبيزبول رفرنس.كوم (الدوري الرئيسي) (الإنجليزية)
- فرناندو عباد على موقعبيزبول رفرنس.كوم (الدوري الثانوي) (الإنجليزية)
- فرناندو عباد على موقع إي إس بي إن.كوم (أم.أل.بي) (الإنجليزية)
- فرناندو عباد على موقع مشجعي الرسوم البيانية (الإنجليزية)